# Kjell Hansson (sångare)
Kjell Hansson, född 1946 eller 1947, är en svensk vissångare. Han har bland annat sjungit in Höstvisa som Tove Jansson har skrivit. Han deltog i Melodifestivalen 1979 med bidraget Mer än bara över natten som kom på femte plats.
Hanssons låt Roslagens vind toppade Svensktoppen 1977.